# Dio
Dio fue una banda de heavy metal estadounidense fundada en Nueva York por el vocalista y compositor Ronnie James Dio en el año 1982. La agrupación nació después de que Ronnie abandonara Black Sabbath, llevándose consigo al baterista de la banda, Vinny Appice, quien había remplazado a Bill Ward durante la gira del disco Heaven and Hell (1980). A estos dos componentes se suman Vivian Campbell a la guitarra y Jimmy Bain (ex-Rainbow, al igual que Dio), al bajo.

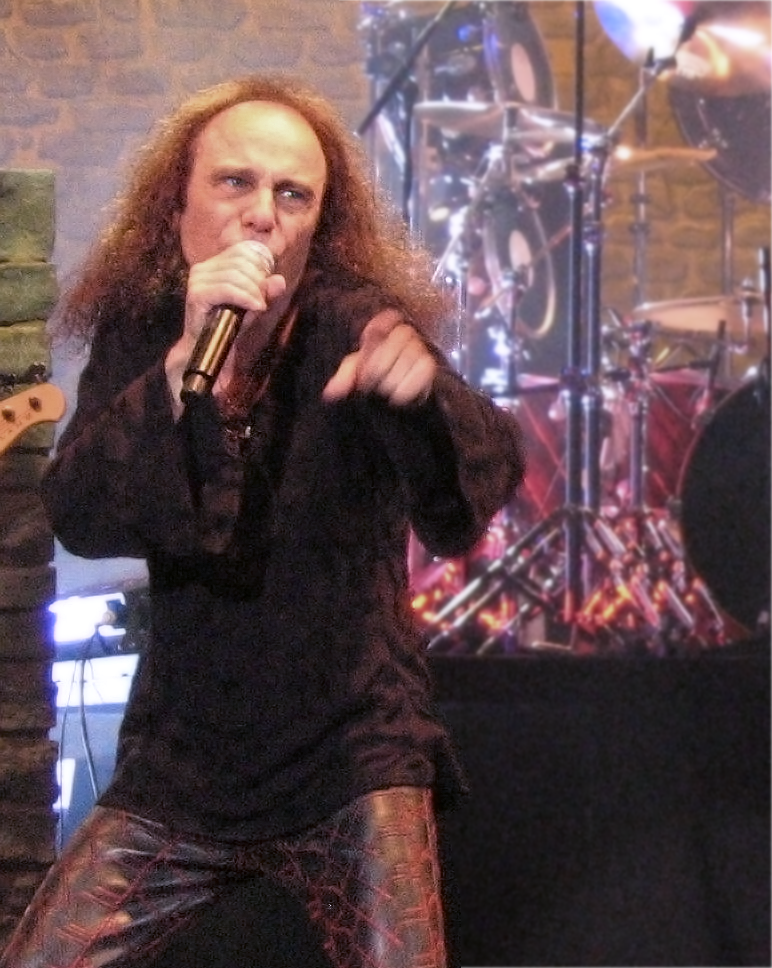
Ronnie James Dio.

La agrupación desapareció con la muerte de Ronnie James en 2010, víctima de un cáncer.

## Historia

### Holy Diver
Con algunas ideas claras en torno a la dirección que debía tener su disco debut, Ronnie se aboca a la búsqueda de un guitarrista con un sonido más moderno y metalero. Tras varias audiciones a guitarristas americanos que no lograron convencerlo, viajó a Londres, donde pidió recomendaciones a su viejo camarada de Rainbow, el bajista Jimmy Bain. Jimmy lo invitó a algunos conciertos del circuito londinense, donde descubrieron a dos jóvenes promesas de las seis cuerdas: John Sykes y Vivian Campbell. Ronnie optó por contratar a Vivian Campbell, un talentoso veinteañero norirlandés. Junto al mismo Bain, que fue invitado a unirse al proyecto, quedó configurada la formación clásica de la banda.
En mayo de 1983 Dio editó su primer disco, Holy Diver, en el cual Ronnie cantaba y tocaba el teclado. Para evitar tener al vocalista tras el teclado en los conciertos, la banda reclutó a Claude Schnell, ex Hughes-Thrall.
Holy Diver se convirtió rápidamente en un disco de culto en el cada vez más rentable mercado del heavy metal ochentero, aportando un sonido pesado pero armónico, solos intensos y la voz inconfundible de Ronnie James Dio, quien por ese tiempo se ganó el apodo de "la Voz del Metal". 

### The Last in Line y Sacred Heart
El quinteto lanzó a continuación The Last in Line el 2 de julio de 1984, seguido por Sacred Heart el 15 de agosto de 1985. Varias canciones fueron grabadas durante la gira de dicho álbum, las cuales fueron lanzadas junto con la canción de estudio Time To Burn en el mini LP Intermission.
Ese mismo año Ronnie organizó la versión metalera de We Are the World, el proyecto Hear n' Aid, para reunir fondos para mitigar el hambre en África. Junto a músicos como Rob Halford (Judas Priest), Neal Schon (Journey), Yngwie Malmsteen, Geoff Tate (Queensryche) y grupos como W.A.S.P., Quiet Riot, Dokken y Mötley Crüe grabaron el sencillo "Stars", con participación de una treintena de populares artistas.

### Dream Evil y años noventa
En 1986 Vivian Campbell dejó la banda para unirse a Whitesnake, alegando una paga "miserable" e incumplimiento de promesas de aumento de remuneración. En su reemplazo entró Craig Goldy, guitarrista de Giuffria y enorme admirador de Ritchie Blackmore. El 21 de julio de 1987 apareció su cuarto disco, Dream Evil. Después de este, la banda completa fue reorganizada introduciendo, junto a otros, a Rowan Robertson, de sólo 19 años. La nueva banda lanzó un nuevo disco, Lock up the Wolves. Después de este disco, Ronnie se reunió con sus antiguos compañeros de Black Sabbath. Dicha reunión duró poco, produciéndose un solo disco, tras el cual Ronnie James Dio reunió a la banda Dio. En este momento, el guitarrista Tracy G se convirtió en miembro. Durante esta nueva era, la banda produjo los discos Strange Highways, Angry Machines e Inferno - Last in Live, este último en vivo.

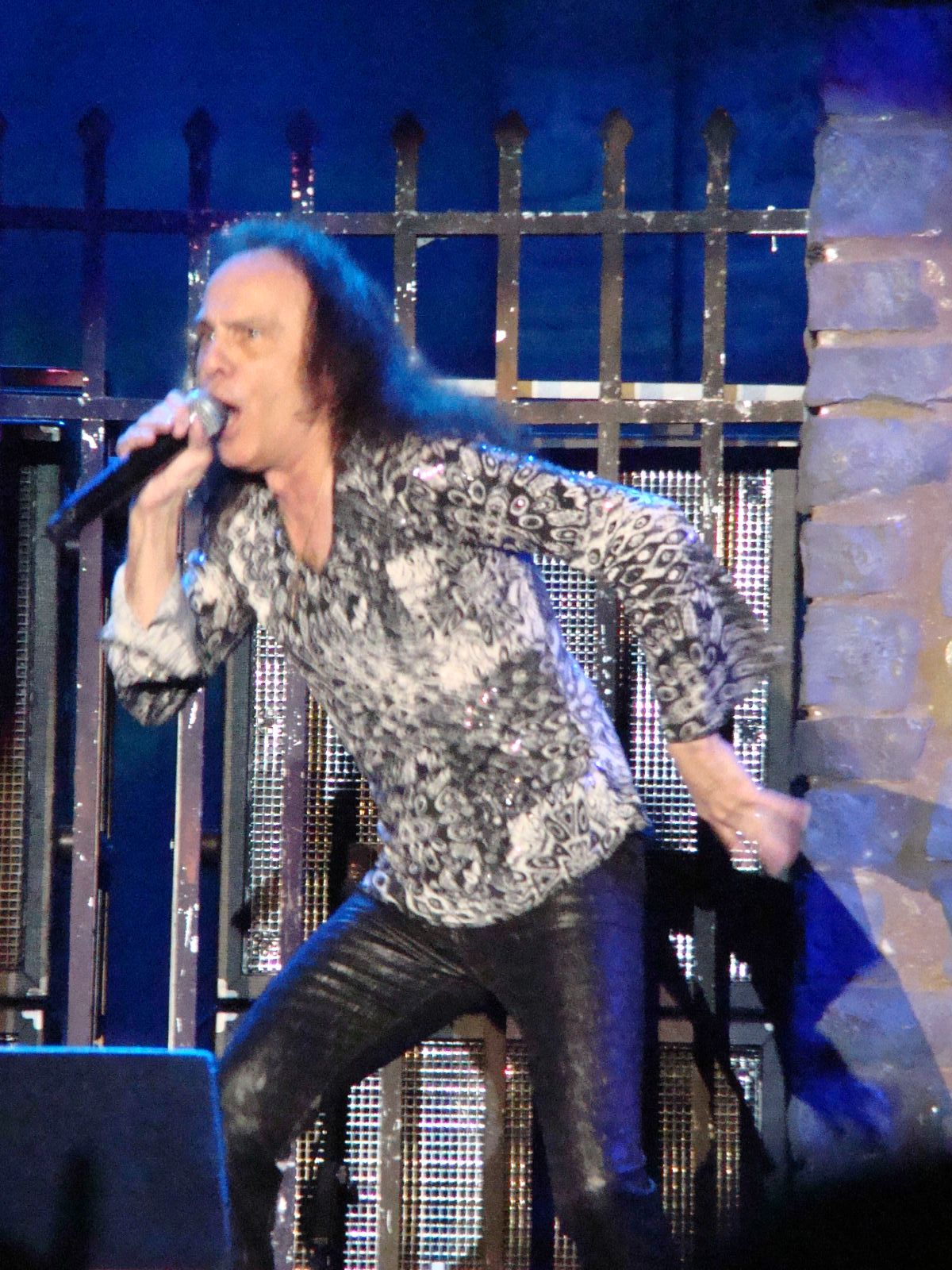
Dio en el 2007.

### Nuevo Milenio
Goldy volvió en el año 2000 para el octavo trabajo de estudio, Magica, pero volvió a dejar la agrupación antes del noveno, Killing the Dragon, que fue lanzado en el 2002 a través de Spitfire Records. Doug Aldrich fue el guitarrista en este disco. Goldy volvió una vez más en el verano del 2003 y Dio se unió como invitados especiales junto a Motörhead a Iron Maiden para una gira en los EE. UU.. El 7 de septiembre de 2004, Dio lanzó su décimo álbum de estudio, Master of the Moon en EE. UU. y el 30 de agosto de ese mismo año en Europa. En este disco, Jeff Pilson se encargó de tocar el bajo. Pilson había tocado junto con Dio en los discos de los 90.
En 2005 se lanzó el disco Evil or Divine - Live In New York City, grabado en directo, el cual mostraba el mismo espectáculo que se lanzó en DVD en 2003. Dio ha indicado que no ha tenido mucho que ver con este trabajo, ya que había abandonado la firma que lo lanzó. Dio realizó una gira por Sudamérica, Japón, Europa y Rusia en 2005. Su gira de otoño fue titulada An Evening With Dio. La grabación de estas actuaciones se lanzó en un DVD y un doble CD llamado Holy Diver Live en abril del 2006, que tiene entre sus méritos, el retorno (momentáneo) a las filas de DIO del excelente guitarrista de Whitesnake Doug Aldrich, y el fichaje del histórico bajista Rudy Sarzo, ex Ozzy Osbourne, Quiet Riot y Whitesnake, un músico de excepción, pero también un brillante showman sobre el escenario. 
De cara a 2007, Dio volvió a juntarse con sus antiguos compañeros de Black Sabbath, Tony Iommi (guitarra), Geezer Butler (bajo) y Vinny Appice (batería), para grabar tres nuevas canciones que integrarán la compilación sabática The Dio Years, y para protagonizar una nueva gira mundial bajo el nombre de "Heaven and Hell". La noticia concitó gran interés de la prensa especializada, y marcó la reunión más esperada de 2007, junto al regreso de Van Halen con David Lee Roth.

### Muerte de Ronnie James Dio
En noviembre de 2009 Ronnie fue diagnosticado de un avanzado cáncer de estómago y, pese a los comunicados oficiales en los que se planteó el tema con una gran carga de optimismo, no tardaron en llegar los malos augurios cuando Heaven and Hell anunció la suspensión de toda su gira europea debido al tratamiento médico que Dio debía llevar a cabo. Dio siguió luchando hasta el final y siguió asistiendo a diversos actos públicos. 
El 16 de mayo de 2010 a las 7:45 de la mañana, Dio falleció, víctima del cáncer. La noticia fue finalmente confirmada a las 15:00 horas del mismo día al publicarse en su Facebook oficial la declaración de su esposa Wendy: 

Hoy mi corazón está roto. Ronnie falleció el 16 de mayo a las 7:45 AM. Muchos amigos y familiares pudieron darle su adiós en privado antes de que nos abandonara pacíficamente. Ronnie sabía lo mucho que todos le querían, por ello valoramos el amor y apoyo que nos habéis dado. Por favor dádnos unos días, para asimilar esta terrible pérdida. Sabéis que él os quería a todos y que su música vivirá siempre.
- Wendy Dio.

## Última formación
- Ronnie James Dio† – Voz.
- Craig Goldy – Guitarra, Teclados.
- Rudy Sarzo – Bajo.
- Simon Wright – Batería.
- Scott Warren – Teclados, Guitarra.

## Cronología
| Formación: Ronnie James Dio (Voz, bajo y teclados) Jake E. Lee (Guitarras) Vinny Appice (Batería) Formación: Ronnie James Dio (Voz, Teclados y Bajo) Vivian Campbell (Guitarras) Jimmy Bain (Bajo y teclados) Vinny Appice (Batería) Álbumes: - Holy Diver (1983) Formación: Ronnie James Dio (Voz) Vivian Campbell (Guitarras) Jimmy Bain (Bajo) Vinny Appice (Batería) Claude Schnell (Teclados) Álbumes: - The Last in Line (1984) - Sacred Heart (1985) Formación: Ronnie James Dio (Voz) Craig Goldy (Guitarras) Jimmy Bain (Bajo) Vinny Appice (Batería) Claude Schnell (Teclados) Álbumes: - Intermission (EP) (1986) - Dream Evil (1987) Formación: Ronnie James Dio (Voz) Rowan Robertson (Guitarras) Teddy Cook (Bajo) Vinny Appice (Batería) Claude Schnell (Teclados) Formación: Ronnie James Dio (Voz) Rowan Robertson (Guitarras) Teddy Cook (Bajo) Simon Wright (Batería) Claude Schnell (Teclados) Formación: Ronnie James Dio (Voz) Rowan Robertson (Guitarras) Teddy Cook (Bajo) Simon Wright (Batería) Jens Johansson (Teclados) Álbumes: - Lock up the Wolves (1990) - Diamonds: The Best of Dio (compilation) (1991) Formación: Ronnie James Dio (Voz, Teclados, Bajo) Jimmy Bain (Bajo, Teclados, Guitarras) Vinny Appice (Batería) Formación: Ronnie James Dio (Voz, Teclados, Bajo) Jeff Pilson (Bajo, Teclados, Guitarras) Vinny Appice (Batería) Formación: Ronnie James Dio (Voz, Teclados, Bajo) Tracy G (Guitarras) Jeff Pilson (Bajo, Teclados) Vinny Appice (Batería) Álbumes: - Strange Highways (1993) Formación: Ronnie James Dio (Voz) Tracy G (Guitarras) Jeff Pilson (Bajo) Vinny Appice (Batería) Scott Warren (Teclados) Formación: Ronnie James Dio (Voz) Tracy G (Guitarras) Jerry Best (Bajo) Vinny Appice (Batería) Scott Warren (Teclados) Formación: Ronnie James Dio (Voz, Bajo) Tracy G (Guitarras) Jeff Pilson (Bajo (sesión)) Vinny Appice (Batería) Scott Warren (Teclados) Álbumes: - Angry Machines (1996) | Formación: Ronnie James Dio (Voz) Tracy G (Guitarras) Larry Denninson (Bajo) Vinny Appice (Batería) Scott Warren (Teclados) Álbumes: - Inferno - Last in Live (1998) Formación: Ronnie James Dio (Voz) Tracy G (Guitarras) Larry Denninson (Bajo) Simon Wright (Batería) Scott Warren (Teclados) Formación: Ronnie James Dio (Voz) Craig Goldy (Guitarras, Teclados) Larry Denninson (Bajo) Simon Wright (Batería) Scott Warren (Teclados, Guitarras) Formación: Ronnie James Dio (Voz, Teclados (estudio)) Craig Goldy (Guitarras, Teclados) Jimmy Bain (Bajo) Simon Wright (Batería) Scott Warren (Teclados, Guitarras) Álbumes: - Mágica (2000) - The Very Beast Of Dio (compilation) (2000) - Anthology Vol. Two (compilation) (2001) Formación: Ronnie James Dio (Voz) Doug Aldrich (Guitarras) Jimmy Bain (Bajo) Simon Wright (Batería) Scott Warren (Teclados) Álbumes: - Killing the Dragon (2002) Formación: Ronnie James Dio (Voz) Warren DeMartini (Guitarras) Jimmy Bain (Bajo, Teclados (estudio)) Simon Wright (Batería) Scott Warren (Teclados (vivo)) Formación: Ronnie James Dio (Voz) Craig Goldy (Guitarras, Teclados) Jimmy Bain (Bajo, Teclados (estudio)) Simon Wright (Batería) Scott Warren (Teclados, Guitarras) Formación: Ronnie James Dio (Voz, Bajo, Teclados) Craig Goldy (Guitarras, Teclados, Bajo) Jeff Pilson (Bajo (sesión)) Simon Wright (Batería) Scott Warren (Teclados, Guitarras) Álbumes: - Master of the Moon (2004) Formación: Ronnie James Dio (Voz) Craig Goldy (Guitarras, Teclados) Rudy Sarzo (Bajo) Simon Wright (Batería) Scott Warren (Teclados, Guitarras) Álbumes: - Evil or Divine (live) (2005) Formación: Ronnie James Dio (Voz) Doug Aldrich (Guitarras (sustituto)) Rudy Sarzo (Bajo) Simon Wright (Batería) Scott Warren (Teclados) Álbumes: - Holy Diver Live Formación: Ronnie James Dio (Voz) Craig Goldy (Guitarras, Teclados) Rudy Sarzo (Bajo) Simon Wright (Batería) Scott Warren (Teclados, Guitarras) Actuaron en la película Tenacious D in The Pick of Destiny, como Ronnie James Dio. El 16 de mayo de 2010 Ronnie James Dio fallece tras una batalla de 6 meses contra un cáncer de estómago y Dio se separa oficialmente. |

## Discografía
- Holy Diver (1983) #56 (US), 13 (UK)
- The Last in Line (1984) #24 (US), 4 (UK)
- Sacred Heart (1985) #29 (US), 4 (UK)
- Intermission (1986) #70 (US), 22 (UK)
- Dream Evil (1987) #43 (US), 8 (UK)
- Lock up the Wolves (1990) #61 (US), 28 (UK)
- Strange Highways (1993) #142 (US)
- Diamonds – The Best of Dio (1995)
- Angry Machines (1996)
- Inferno - Last in Live (1998)
- Magica (2000)
- Killing the Dragon (2002) #199 (US), 194 (UK)
- Master of the Moon (2004) #159 (UK)
- Evil or Divine - Live In New York City (2005)
- Holy Diver Live  (2006)
- Dio at Donington UK: Live 1983 & 1987 (2010)
- Live in London, Hammersmith Apollo 1993 (2014)